# Abdelkarim Mammar Chaouche
Abdelkarim Mammar Chaouche, talvolta noto semplicemente come Karim Mammar (21 ottobre 1996), è un calciatore svedese, difensore del MC Oran.

## Carriera
Nato in Svezia da padre algerino, è cresciuto nel quartiere di Tensta, nella periferia stoccolmese. A livello calcistico è invece un prodotto del settore giovanile del Vasalund.
La sua carriera senior è cominciata nel 2006 partendo dal Råsunda IS che all'epoca militava addirittura nel campionato di Division 6, l'ottavo livello del calcio svedese. Successivamente ha trascorso l'annata 2017 in quarta serie con la maglia dell'Eskilstuna City, poi per il biennio 2018-2019 ha giocato in terza serie con il Sollentuna FK di cui è stato anche capitano.
Nel gennaio 2020 ha sottoscritto un contratto biennale con il Norrby, facendo dunque un ulteriore passo avanti visto che la squadra era impegnata in Superettan, il secondo livello nazionale. La sua parentesi nel club è durata in realtà un anno, poiché nel febbraio 2021 si è separato dal Norrby e si è trasferito ad un altro club del campionato di Superettan quale l'AFC Eskilstuna. Qui ha trascorso due anni da capitano, collezionando complessivamente 52 presenze e 8 gol in campionato. Già nel corso della prima stagione con l'AFC aveva firmato un rinnovo fino al 2024, tuttavia la sua permanenza in maglia arancione ha avuto fine al termine dell'annata 2022 quando è stato ceduto.
Con l'acquisto da parte del Degerfors, valido a partire dal gennaio 2023, Mammar Chaouche ha avuto modo di debuttare in Allsvenskan, la massima serie nazionale. In quell'edizione del torneo il giocatore ha disputato 28 partite e segnato una rete, alla seconda giornata, nella vittoria casalinga per 3-1 sull'Halmstad. La squadra ha però chiuso l'Allsvenskan 2023 al penultimo posto, ed è dunque retrocessa in Superettan. Chaouche ha iniziato anche la stagione 2024 al Degerfors in Superettan, ma intorno a metà campionato, il 12 luglio 2024, è stato ceduto al club algerino del MC Oran.